# Centre historique d'Avignon
Ne doit pas être confondu avec Quartier Centre (Avignon).
Le centre historique d'Avignon, qui réunit le Palais des papes, l’ensemble épiscopal et le pont d’Avignon est un exemple exceptionnel d’architecture médiévale.
Avignon fut le siège de la papauté au XIVe siècle. Le palais des Papes, forteresse d'apparence austère somptueusement décorée à l'intérieur par Simone Martini et Matteo Giovanetti, domine la cité, sa ceinture de remparts et les vestiges d'un pont du XIIe siècle sur le Rhône. Au pied de ce remarquable exemple d'architecture gothique, le Petit Palais et la cathédrale romane Notre-Dame-des-Doms achèvent de former un exceptionnel ensemble monumental qui témoigne du rôle éminent joué par Avignon dans l'Europe chrétienne au XIVe siècle.

## Présentation
Située sur les rives du Rhône en région Provence-Alpes-Côte-d’Azur, Avignon est surnommée la Cité des papes. Son centre historique, qui réunit le Palais des papes, l’ensemble épiscopal et le Pont d’Avignon est un exemple exceptionnel d’architecture médiévale. Fruit d’un épisode exceptionnel de l’Histoire qui a vu le siège de l’Église quitter Rome durant un siècle, il a joué un rôle capital dans le développement et la diffusion d’une forme particulière de culture à travers une vaste région d’Europe, à une époque de première importance pour la mise en place de relations durables entre la papauté et les pouvoirs civils.

### Palais des papes
La masse formidable du palais des Papes, « la plus forte maison du monde » comme l’écrivit Froissart, forme avec la ville et le Rocher des Doms un ensemble homogène et un paysage exceptionnel. À l’intérieur du Palais, la délicatesse des décors peints du XIVe siècle traduit l’éclat de la cour pontificale et ses ambitions artistiques.
Il est l'un des plus magnifiques édifices de l'architecture gothique du XIVe siècle. Il a été construit entre 1335 et 1352 sur une protubérance rocheuse au nord de la ville, surplombant le Rhône.
Au nord, on retrouve le Palais Vieux, bâti sous le règne de Benoît XII; au sud se situe le Palais Neuf élevé par son successeur Clément VI et qui abrite la chapelle pontificale.

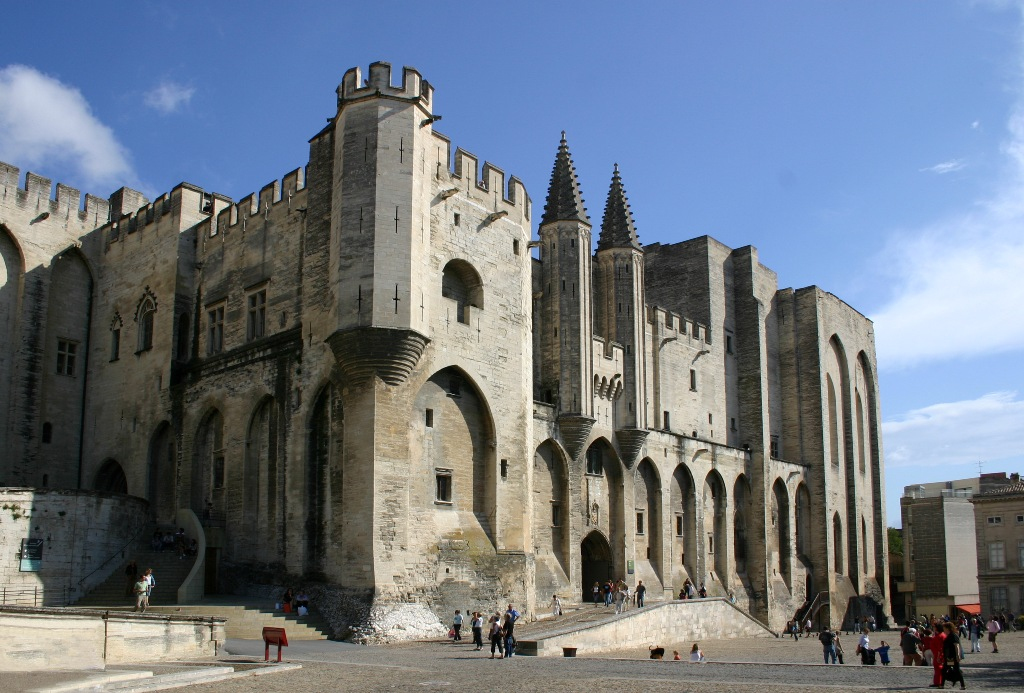

Après le retour définitif des souverains pontifes à Rome, au début du XVe siècle, elle devient la résidence des légats envoyés par le Vatican. La ville resta propriété de l'Église jusqu'en 1791, date à laquelle elle fut, avec le Comtat Venaissin, réunie à la France.
Au XIXe siècle, le palais accueille successivement des soldats, des prisonniers, puis les archives départementales. Sa restauration débute en 1906.
Les éléments les plus caractéristiques du Palais Vieux sont la vaste salle du Consistoire qui donne sur la chapelle Saint-Jean décorée par Giovannetti, et au-dessus le Tinel, ou salle des Festins, décorée par le même artiste. Deux tours s'élèvent au nord de cette aile du palais, dont la tour de Trouillas (haute de 52 mètres), l’une des plus hautes tours médiévales. Le palais abrite également les appartements privés des pontifes. La salle de séjour de Clément VI, la chambre du Cerf, est ornée de très importantes fresques représentant des scènes rustiques. Elle permet d’accéder à la Grande Chapelle du Palais Neuf, dont la lourde voûte est soutenue par un arc-boutant qui enjambe la rue mitoyenne. L’aile ouest du Palais, dite des Grands Dignitaires, est occupée par la Grande Audience ou salle de Justice.

## Ensemble épiscopal
La cathédrale Notre-Dame des Doms, située au nord du Palais des Papes, date de 1150. Les chapelles gothiques furent ajoutées entre le XIVe et le XVIIe siècle; l’abside fut démolie et reconstruite puis agrandie en 1671-72, travaux qui eurent pour résultat la démolition du cloître médiéval.
Le Petit Palais, commencé en 1317, fut à l’origine la résidence des évêques d’Avignon. Il fut ensuite agrandi aux XIVe et XVe siècles.
Au pied nord du rocher des Doms, les remparts, la tour des Chiens et le Châtelet constituent les défenses de la ville.

## Pont d'Avignon

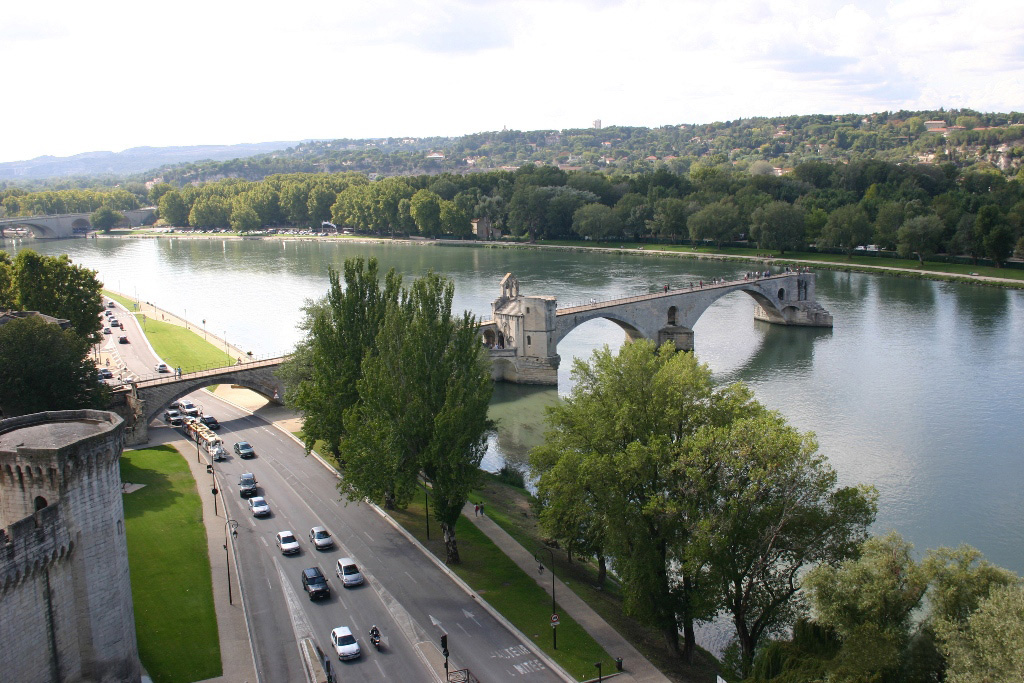
Le « pont d'Avignon » célébré par la chanson, le pont Saint-Bénezet.

Construit au XIIe siècle, le pont Saint-Bénezet reliait Avignon à Villeneuve. Mais les crues et les conflits ont progressivement ruiné l'ouvrage.
Seules quatre des vingt-deux arches qui composaient le Pont Saint-Bénézet au moment de sa construction ont survécu. La chapelle Saint-Nicolas, construite en partie pendant la période romane et en partie au XVe siècle, occupe partiellement la seconde pile. Elle est dédiée au patron des mariniers du Rhône.
Ce pont, poste frontière entre l'État pontifical et le territoire de France, était l'un des seuls pour traverser le Rhône sur des kilomètres en amont et en aval, un bon moyen de collecter des taxes sous la forme d'un péage ou d'une aumône à Saint-Bénézet. Il a même été durant toute une période l'unique pont entre la ville de Lyon et la mer, ce qui en faisait alors un point de passage obligatoire pour de nombreux marchands, voyageurs, etc. Avant ce pont, on traversait ici le Rhône en barque.
La plus grande partie du pont était la propriété du roi qui l'a peu entretenu et à la suite de fortes crues du Rhône, une première arche s'effondre en 1603, puis trois autres en 1605… toutes quatre rebâties vers 1628. En 1633, juste après la réouverture du pont, deux nouvelles arches s'effondrent. En 1669, une nouvelle crue du Rhône emporta plusieurs autres arches pour ne laisser pratiquement que celles qu'on lui connaît de nos jours.